# Bătălia de la Saule

Confederația Livoniană în 1260, este prezentată bătălia de la Saule lângă Šiauliai

Bătălia de la Saule (în lituaniană Saulės mūšis / Šiaulių mūšis;  în germană Schlacht von Schaulen; în letonă Saules kauja, cu sensul de Bătălia Soarelui) a avut loc la 22 septembrie 1236, între Frații Livonieni ai Sabiei și trupele păgâne înfrățite ale samogiților și semigallienilor (două triburi baltice înrudite). Au fost uciși între 48 și 60 de cavaleri, inclusiv maestrul livonian, Volkwin⁠(d). A fost cea mai timpurie înfrângere pe scară largă suferită de ordinele catolice în ținuturile baltice. Frații Livonieni, primul ordin militar catolic înființat în ținuturile baltice, a suferit pierderi puternice, iar rămășițele sale au acceptat să fie subordonate Ordinului Teutonic în 1237. Bătălia a inspirat răscoale în rândul curonienilor, semigalienilor, selonienilor, oesienilor, triburi cucerite anterior de Frații Livonieni. S-au pierdut astfel circa  treizeci de ani de cuceriri pe malul stâng al Daugavei. Pentru a comemora bătălia, în 2000, parlamentul lituanian și cel leton au declarat ziua de 22 septembrie ca Ziua unității baltice.

## Fundal
Ordinul Frații Livonieni ai Sabiei a  fost înființat în 1202 la Riga pentru a cuceri și a converti triburile păgâne baltice la creștinism. În anii 1230, sub conducerea maestrului Volkwin, Ordinul se descurca greu cu resurse financiare precare, scăderea forței de muncă și o reputație proastă. Ordinul a fost în conflict cu papalitatea sub conducerea Papei Grigore al IX-lea și cu Sfântul Împărat Roman, doi dintre cei mai mari susținători ai săi, pentru stăpânirea Estoniei. Cu toate acestea, la 19 februarie 1236, Papa Grigore al IX-lea a emis o bula papală prin care declara o cruciadă împotriva Lituaniei. Volkwin a fost reticent în a lansa acțiuni ofensive împotriva pământurilor lituaniene. Reticența sa a fost determinată de înțelegerea faptului că Ordinul nu avea suficientă forță să ducă un război împotriva lituanienilor. Lipsa de forță a fost rezultatul conflictelor interioare cu Episcopia de la Riga. În plus, Frații Livonieni ai Sabiei aveau încă puține cunoștințe despre ținuturile situate la sud de teritoriul Ordinului. Volkwin a amânat începerea acțiunilor militare timp de o vară întreagă, sperând să scape de o operațiune riscantă în ținuturi neexplorate. Cu toate acestea, insistența Papei Grigore al IX-lea l-a forțat să lanseze o nouă campanie. Volkwin a vizat Samogitia⁠(d), plănuind să cucerească coasta Mării Baltice și să facă legătura astfel cu Cavalerii Teutoni din Prusia. Frații Livonieni ai Sabiei doreau să se extindă în continuare de-a lungul râului Daugava și erau reticenți în a mărșălui împotriva Samogitiei. În toamna anului 1236, un grup de cruciați din Holstein⁠(d) a sosit la Riga și a cerut să fie conduși în luptă. Volkwin a adunat un grup mare de război, care includea trupe din Republica Pskov, livonieni, latgalieni, curonieni și estoni.

## Evenimentele bătăliei
Trecând prin ținuturile semigalienilor, care nu erau sub controlul Ordinului, cruciații au mărșăluit spre sud, în Samogitia, atacând și jefuind așezările locale. Localnicii au avut doar câteva zile să adune trupe pentru a se apăra. La întoarcerea spre nord a cavalerilor, totuși, ei au întâlnit un grup hotărât de samogiți la trecerea unui râu. Nevrând să riște să-și piardă caii în mlaștină, holsteinerii au refuzat să lupte ca infanterie, forțând cavalerii să facă tabără în timpul nopții. În dimineața următoare, în ziua Sfântului Mauriciu, principalele forțe păgâne, conduse probabil de ducele Vykintas⁠(d), s-au apropiat de tabără. Cavaleria ușoară lituaniană a aruncat sulițe de la distanță scurtă, care au fost extrem de eficiente împotriva cavaleriei grea livoniane care făcea cu greu manevre. Terenul mlăștinos era avantajos pentru păgânii înarmați ușor. Măcelul trupelor creștine, inclusiv al lui Volkwin, a semănat semințele confuziei în rândurile livonienilor. Forțele băștinașilor ușor înarmate sub comanda Fraților au fugit curând din luptă. Aproape toți membrii Ordinului, inclusiv Volkwin, au murit în luptă. Acei cruciați și cavaleri care au încercat să fugă la Riga au fost uciși de semigalieni. Doar unul din zece cavaleri a supraviețuit și  a ajuns la Riga.
Cronica în rime din Livonia (în germană: Livländische Reimchronik) a descris înfrângerea Fraților de Sabie în bătălia de la Saule: „Au sosit mai mulți păgâni. A doua zi, creștinii s-au gândit să plece devreme, dar au trebuit să lupte cu păgânii, deși nu au vrut. În mlaștină, puteau să organizeze doar o rezistență slabă și au fost tăiați ca femeile. Deplâng moartea atâtor eroi care au fost uciși atât de ușor. Marele Maestru și frații săi s-au apărat eroic până când caii lor au fost uciși și chiar și atunci au luptat pe jos și au doborât mulți oameni înainte de a fi învinși. În cele din urmă, și cu mare greutate, lituanienii i-au doborât cu sulițe lungi.”

## Localizare
Locul exact în care a avut loc bătălia este necunoscut. Chronicum Livoniae de Hermann de Wartberge⁠(d) a menționat că bătălia a fost purtată în terram Sauleorum. În mod tradițional, acesta a fost identificat cu Šiauliai (în germană Schaulen, în letonă Šauļi) în Lituania sau cu orăşelul Vecsaule⁠(d) de lângă Bauska⁠(d), în ceea ce este astăzi sudul Letoniei. În 1965, istoricul german Friedrich Benninghoven a propus ca loc de luptă satul Jauniūnai din districtul Joniškis, Lituania. Teoria a avut un oarecare sprijin academic și, în 2010, Guvernul Lituaniei a sponsorizat construcția memorialului din Jauniūnai –  un ceas solar înalt de 29 de metri, un iaz și un parc de stejari. Despre satul Pamūšis, situat la aproximativ 10 km la est de Janiūnai pe râul Mūša, se crede, de asemenea, că este locul bătăliei. Saule/Saulė înseamnă „Soare” atât în letonă, cât și în lituaniană.